# Carlos Guirland
Carlos Alberto Guirland Báez (San Ignacio Guazú, 18 de septiembre de 1968) es un exfutbolista paraguayo que jugaba de mediocampista. Es además un histórico de Olimpia, club donde jugó por seis años (cuatro de esos años de forma consecutiva) y con el cual disputó la final de la Copa Libertadores 1991. También pasó por clubes de Argentina y Chile.

## Selección nacional
Ha representado a la selección de fútbol de Paraguay en 10 ocasiones, logrando anotar un único gol. Además, ha sido parte de la plantilla de la selección paraguaya en dos ediciones consecutivas de la Copa América, la primera en Brasil 1989 y la segunda en Chile 1991.

### Participaciones en Copas América
| Torneo            | Sede   | Resultado               |
| ----------------- | ------ | ----------------------- |
| Copa América 1989 | Brasil | Cuarto lugar (Liguilla) |
| Copa América 1991 | Chile  | Primera fase            |

## Clubes
| Club                  | País      | Año       |
| --------------------- | --------- | --------- |
| Olimpia               | Paraguay  | 1987-1991 |
| Mandiyú de Corrientes | Argentina | 1992-1993 |
| Olimpia               | Paraguay  | 1994-1995 |
| Sol de América        | Paraguay  | 1995      |
| Atlético Tucumán      | Argentina | 1995-1996 |
| Chacarita Juniors     | Argentina | 1996-1997 |
| Audax Italiano        | Chile     | 1997-1998 |
| Deportes La Serena    | Chile     | 1999      |
| Universal             | Paraguay  | 2000      |

## Palmarés

### Campeonatos nacionales
| Título           | Club    | País     | Año  |
| ---------------- | ------- | -------- | ---- |
| Primera División | Olimpia | Paraguay | 1988 |
| Primera División | Olimpia | Paraguay | 1989 |

### Campeonatos internacionales
| Título                 | Club    | País     | Año  |
| ---------------------- | ------- | -------- | ---- |
| Copa Libertadores      | Olimpia | Paraguay | 1990 |
| Supercopa Sudamericana | Olimpia | Paraguay | 1990 |